# مامور حرفه‌ای
مأمور حرفه‌ای (انگلیسی: Agent Recon) یک فیلم اکشن و علمی تخیلی آمریکایی محصول سال ۲۰۲۴ به نویسندگی، کارگردانی و تهیه‌کنندگی مشترک درک تینگ است. در این فیلم تینگ، مارک سینگر و چاک نوریس به ایفای نقش می‌پردازند.
این فیلم اولین نقش سینمایی نوریس بعد از بی‌مصرف‌ها ۲ (۲۰۱۲) بود، این فیلم در ۲۱ ژوئن ۲۰۲۴ در ایالات متحده اکران شد.

## داستان
آلستر (نوریس)، فرمانده یک گروه ضربت امنیتی مخفی زمین، از جیم (تینگ) تازه‌کار فوق‌العاده قدرتمند می‌خواهد تا به مأموریتی به رهبری سرهنگ گرین (سینگر) سرسخت نبرد و تفنگداران دریایی کارکشته‌اش برای ردیابی یک اختلال انرژی مرموز برود. در پایگاهی در نیومکزیکو که مظنون به آزمایش بر روی فناوری بیگانگان است. هنگامی که تیم با یک موجود ناشناخته نه تنها با قدرت و سرعت خارق‌العاده، بلکه توانایی کنترل جنگجویان بی‌فکر روبرو می‌شود، این سه نفر باید از طریق انبوهی غیرقابل توقف بجنگند تا حقیقت پشت قلعه بیگانگان متخاصم را کشف کنند و از نابودی بشریت جلوگیری کنند.

## ساخت
در اکتبر ۲۰۲۳، فاش شد که یک فیلم علمی تخیلی اکشن با عنوان Agent Recon ساخته شده، فیلمبرداری اصلی را با کارگردانی، نویسندگی و بازی درک تینگ به پایان رسانده است.

## بازخوردها
این فیلم نقدهای منفی را از منتقدان دریافت کرده است.